# Got to Be There
Got to Be There — перший сольний студійний альбом Майкла Джексона, випущений лейблом Motown Records у січні 1972 року. Було продано 5,21 мільйонів копій.

## Список пісень
| #   | Назва                               | Автор                                              | Тривалість |
| --- | ----------------------------------- | -------------------------------------------------- | ---------- |
| 1.  | «Ain't No Sunshine»                 | Білл Візерс                                        | 4:09       |
| 2.  | «I Wanna Be Where You Are»          | Лео Вейр, Ті-Бон Росс                              | 3:01       |
| 3.  | «Girl Don't Take Your Love From Me» | Віллі Хатч                                         | 3:46       |
| 4.  | «In Our Small Way»                  | Беатрис Верді, Крістін Яріан                       | 3:34       |
| 5.  | «Got to Be There»                   | Елліот Віленський                                  | 3:23       |
| 6.  | «Rockin' Robin»                     | Томас                                              | 2:31       |
| 7.  | «Wings of My Love»                  | Корпорація Motown                                  | 3:32       |
| 8.  | «Maria (You Were the Only One)»     | ел. Браун, Лінда Гловер, Джордж Горді, Аллен Сторі | 3:41       |
| 9.  | «Love Is Here and Now You're Gone»  | Холланд-Дозер-Холланд                              | 2:51       |
| 10. | «You've Got a Friend»               | Керол Кінг                                         | 4:53       |